# Дзензелівська сільська рада
Дзензелівська сільська́ ра́да — колишня адміністративно-територіальна одиниця та орган місцевого самоврядування в Маньківському районі Черкаської області. Адміністративний центр — село Дзензелівка.

## Загальні відомості
- Населення ради: 1 736 осіб (станом на 2001 рік)

## Населені пункти
Сільській раді були підпорядковані населені пункти:
- с. Дзензелівка

## Склад ради
Рада складалася з 16 депутатів та голови.
- Голова ради: Букань Віталій Григорович
- Секретар ради: Матієнко Надія Миколаївна

### Керівний склад попередніх скликань
| Прізвище, ім'я, по батькові | Основні відомості                                                                       | Дата обрання | Дата звільнення |
| --------------------------- | --------------------------------------------------------------------------------------- | ------------ | --------------- |
| Букань Віталій Григорович   | Сільський голова, 1951 року народження, освіта вища, член Соціалістичної партії України | 26.03.2006   | 31.10.2010      |
| Букань Віталій Григорович   | Сільський голова, 1951 року народження, освіта вища                                     | 31.10.2010   |                 |

Примітка: таблиця складена за даними сайту Верховної Ради України

### Депутати
За результатами місцевих виборів 2010 року депутатами ради стали:

#### За суб'єктами висування
| Суб'єкт висування                                       | Кількість обраних депутатів | %    |
| ------------------------------------------------------- | --------------------------- | ---- |
| Самовисування                                           | 12                          | 75   |
| Політична партія Всеукраїнське об'єднання «Батьківщина» | 2                           | 12,5 |
| Соціалістична партія України                            | 2                           | 12,5 |

#### За округами
| № округу                                                | Прізвище, ім'я, по батькові        | Дата визнання обраним | Освіта             | Партійна приналежність                        | Відомості про обраного депутата                                                       |
| ------------------------------------------------------- | ---------------------------------- | --------------------- | ------------------ | --------------------------------------------- | ------------------------------------------------------------------------------------- |
| Політична партія Всеукраїнське об'єднання «Батьківщина» |                                    |                       |                    |                                               |                                                                                       |
| 2                                                       | Мальований Михайло Володимирович   | 02.11.2010            | вища               | член Всеукраїнського об'єднання «Батьківщина» | фермерське господарство «Насіння», голова                                             |
| 9                                                       | Чупрун Ніна Григорівна             | 02.11.2010            | вища               | член Всеукраїнського об'єднання «Батьківщина» | Дзензелівська ЗО Ш 1 -Ш ст., вчитель музики                                           |
| Соціалістична партія України                            |                                    |                       |                    |                                               |                                                                                       |
| 4                                                       | Михайленко Леонід Дмитрович        | 02.11.2010            | вища               | позапартійний                                 | Дзензелівська сільська рада, землевпорядник                                           |
| 6                                                       | Матієнко Надія Миколаївна          | 02.11.2010            | вища               | член Соціалістичної партії України            | Дзензелівська сільська рада, секретар сільської ради                                  |
| Самовисування                                           |                                    |                       |                    |                                               |                                                                                       |
| 1                                                       | Дудник Юрій Петрович               | 02.11.2010            | вища               | позапартійний                                 | Районний краєзнавчий музей с. Дзензелівка, директор                                   |
| 3                                                       | Лиса Світлана Григорівна           | 02.11.2010            | вища               | позапартійна                                  | ВАТ «Державний банк України», контролер-касир                                         |
| 5                                                       | Забейда Людмила Андріївна          | 02.11.2010            | вища               | позапартійна                                  | Дзензелівськасільськабібліотека, бібліотекар                                          |
| 7                                                       | Таран Олександр Олексійович        | 02.11.2010            | вища               | член Всеукраїнського об'єднання «Батьківщина» | начальник відділу з питань над звичайних ситуацій Маньківської РДА, начальник відділу |
| 8                                                       | Самійленко Юрій Петрович           | 02.11.2010            | середня            | член Партії регіонів                          | ТОВ «Дзензелівське», робочий                                                          |
| 10                                                      | Візір Михайло Вікторович           | 02.11.2010            | вища               | член Партії регіонів                          | Дзензелівська ЗО Ш 1 -Ш ст., директор                                                 |
| 11                                                      | Безпалько Наталія Леонідівна       | 02.11.2010            | вища               | позапартійна                                  | Дзензелівський дошкільний навчальний заклад «Колобок», завідувачка                    |
| 12                                                      | Козлов Сергій Миколайович          | 02.11.2010            | вища               | позапартійний                                 | ТОВ «Дзензелівське», бригадир                                                         |
| 13                                                      | Левченко Олег Віталійович          | 02.11.2010            | вища               | позапартійний                                 | Маньківська ДСДС, директор                                                            |
| 14                                                      | Мальований Анатолій Володимирович  | 02.11.2010            | середня            | позапартійний                                 | Дзензелівка фермерське господарство « Явір», голова                                   |
| 15                                                      | Заворітній Олександр Володимирович | 02.11.2010            | середня спеціальна | позапартійний                                 | ТОВ"Дзензелівське", енергетик                                                         |
| 16                                                      | Бондар Степан Степанович           | 02.11.2010            | вища               | член Партії регіонів                          | Дзензелівська загальноосвітня школа І-ІІІ ст., заступник директора школи              |

## Природно-заповідний фонд
На землях сільради розташовано ботанічний заказник місцевого значення Крисякове.